# Asota deplana
Asota deplana är en fjärilsart som beskrevs av Guen. Asota deplana ingår i släktet Asota och familjen nattflyn. Inga underarter finns listade i Catalogue of Life.